# Родийторий
Родийторий — бинарное неорганическое соединение
родия и тория
с формулой RhTh,
кристаллы.

## Получение
- Сплавление стехиометрических количеств чистых веществ в инертной атмосфере:

{\displaystyle {\mathsf {Rh+Th\ {\xrightarrow {>1500^{o}C}}\ RhTh}}}

## Физические свойства
Родийторий образует кристаллы
ромбической сингонии,
пространственная группа C mcm,
параметры ячейки a = 0,3866 нм, b = 1,124 нм, c = 0,4220 нм, Z = 4,
структура типа борида хрома CrB
.
Соединение конгруэнтно плавится при температуре >1500°C .